# Мистрета
Мистрета (итал. Mistretta) је насеље у Италији у округу Месина, региону Сицилија.
Према процени из 2011. у насељу је живело 4976 становника. Насеље се налази на надморској висини од 927 м.

## Становништво
Према резултатима пописа становништва 2011. у општини је живело 5.014 становника.
| 1936.  | 1951.  | 1961. | 1971. | 1981. | 1991. | 2001. | 2011. |
| ------ | ------ | ----- | ----- | ----- | ----- | ----- | ----- |
| 11.546 | 11.670 | 9.979 | 6.631 | 6.289 | 6.195 | 5.541 | 5.014 |